# 日の出屋製菓産業
日の出屋製菓産業株式会社（ひのでやせいかさんぎょう）は、富山県南砺市に本社を置き、主にせんべい、あられなどの米菓、菓子を製造する日本の企業。

## 概要

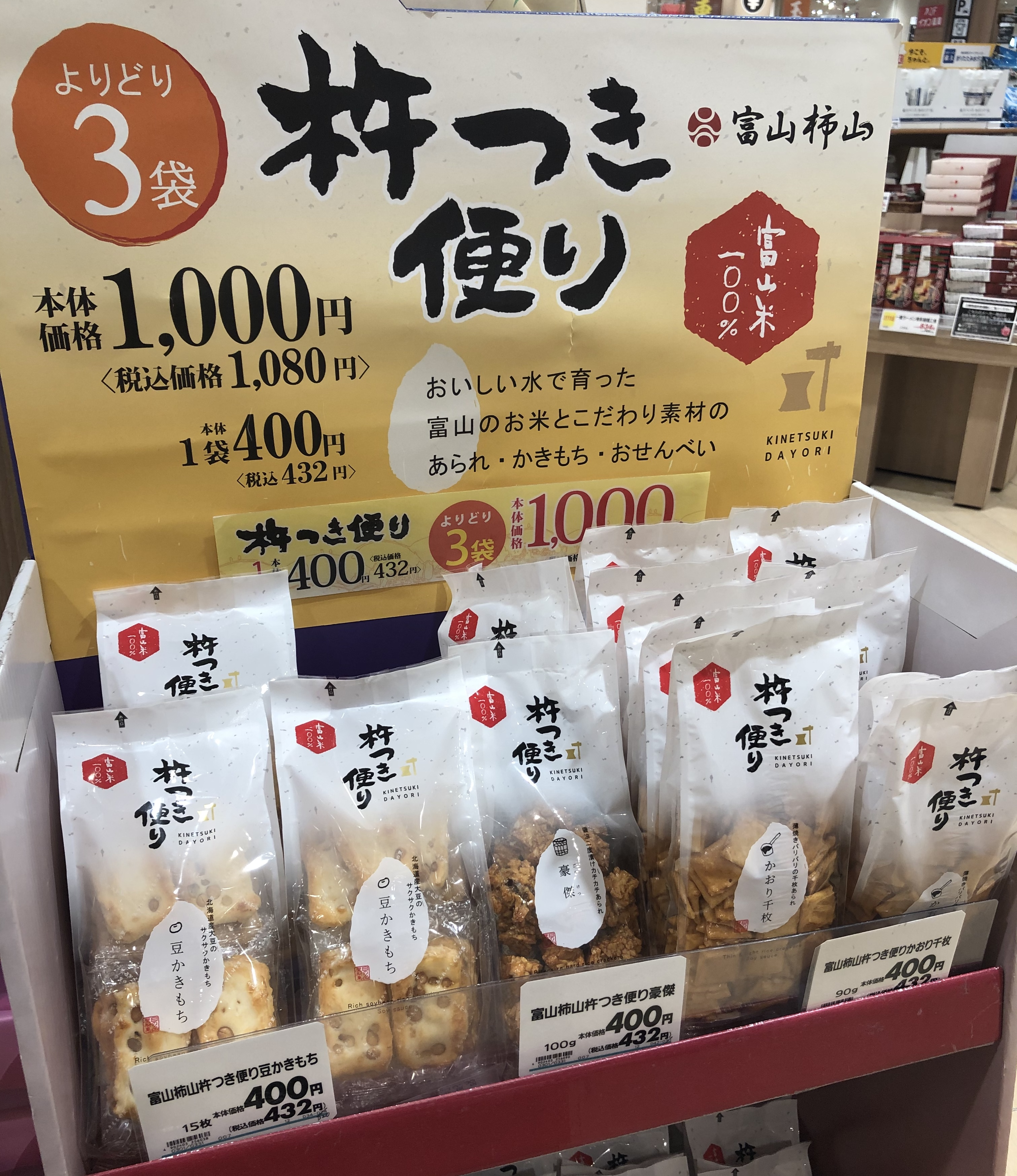
製品の一つ「富山柿山」

富山県産米を使用し、手作り製法により高品質の米菓を製造している。主要ブランドは『ささら屋』『富山柿山』『日の出屋製菓』『SHIRO SASARA』『おこめぢゃや』『結いふぁーむ』。
主力商品のひとつである『しろえび紀行』は、シロエビを練りこんだ薄焼きせんべいで、1999年（平成11年）より発売されている。
マスコットキャラクターは、柿兵衛（かきべえ）。

## 事業所
主要なものを掲載
- 福光本店
- 立山本店
  - 工場見学や手焼き体験が可能で、立山連峰が一望できる喫茶スペースや展望デッキを備えた複合施設[1]。

その他の店舗については、公式サイトの店舗・営業所一覧を参照。

## 沿革
※出典は後述の参考文献および、右記のリンクを使用する。
1924年（大正13年）2月26日。富山県福光町新町(現南砺市福光新町)にて川合宣之ら従業員3名にて個人創業。1941年（昭和16年）当時は青森から九州までの販売網を有していた。第二次世界大戦により原料であるもち米の入手が困難となった上、従業員の戦地への出征も相次いだため、自主的に創業を中止した。その後戦前のお客様からの要望に応え1950年（昭和25年）に事業を再開し、1951年（昭和26年）には福光町新町に直売所を開店した。
1954年（昭和29年）3月2日、株式会社日乃出屋製菓所が資本金150万円にて設立。1955年（昭和30年）には東京都に営業所を開設し東京に進出した。1964年（昭和39年）には富山市金泉寺に金泉寺工場を設置し、せんべいの製造を開始した。1965年（昭和40年）には大阪営業所、1967年（昭和42年）には名古屋営業所をそれぞれ開設している。同年8月には福光町遊部に本社、福光本店工場（後の柿山本店工場）が完成した。
1970年（昭和45年）、資本金を8,000万円に増資し、同年11月に現社名に変更。1972年（昭和47年）12月には本社工場が完成した。1998年（平成10年）1月22日には現在地に本社を移転し、2008年（平成20年）9月24日、金泉寺工場を閉鎖し、中新川郡立山町に立山工場「ささら屋立山本店」を設置した。

## 関連会社
- 株式会社多聞堂